# Fontenailles, Seine-et-Marne
Fontenailles är en kommun i departementet Seine-et-Marne i regionen Île-de-France i norra Frankrike. Kommunen ligger i kantonen Mormant som tillhör arrondissementet Melun. År 2022 hade Fontenailles 1 090 invånare.

## Befolkningsutveckling
Antalet invånare i kommunen Fontenailles
| Referens: INSEE |